# Петрівка (Ніжинський район)
Петрі́вка — село в Україні, у Чернігівській області, Ніжинському районі (до адміністративної реформи 2020 року у Бобровицькому районі), увійшло  до Бобровицької міської громади. Село розташоване в південно-східній частині району. Південна частина підвідомчої території межує з Київською областю. 
Відстань до районного центру автомобільними шляхами — 45 км, до обласного центру — 140 км. Село розташоване за 30 км від залізничної станції Кобижча та десь за 2,5 км від автомобільної дороги Київ—Суми, яка проходить через село Новий Биків.

## Історія
Уперше згадується наприкінці XVI ст.
Походження назви, очевидно, від дати заснування села — на свято Петра і Павла. Втім, у селі активно поширювалися версії, які прив'язували назву до химерних випадків із московськими царями та царицями, що було модно в XIX ст.
У Петрівці розташована пам'ятка архітектури XIX ст. – мурована Петропавлівська церква (1838).
На території села виявлено городище часів Київської Держави (ХІІ-ХІІІ ст.).
Про село не міститься даних у Генеральному слідстві Переяславського полку (1729-1731), хоча у складі Басанської сотні та Биківської волості згадано більшість навколишніх сіл. Рум'янцевський опис Малоросії 1765—1769 містить інформацію про село Петрівку Басанської сотні Переяславського полку.
Новий вигляд село отримало в 1776 році, коли деякі населені пункти від Нової Басані до Прилук були заселені переселенцями із Запорозької Січі після горезвісного єкатерининського указу про скасування низового козацтва. Тодішні навколишні населені пункти: Старий і Новий Биків, Петрівка, Козацьке, Красне, Середівка, Згурівка, як і всі лівобережні населені пункти між Десною і Супоєм, уже мали свою історію і під час визвольних змагань під проводом Богдана Хмельницького належали спочатку до Биківської, а потім до Басанської сотні Переяславського полку. Січовики, які переселилися в село Петрівку в 1775-76 роках, будували його рівними планками (вулицями), які сільчани досі називають співзвучно — плам. Наприкінці 1781 року малоросійський генерал-губернатор скасував козацьке самоврядування. Територіальні козацькі полки були замінені кавалерійськими та гусарськими. Козаків Петрівки до них набирали на шестирічну службу. Своїх військовиків царська влада щедро обдаровувала землею. Петрівські господарства розрослися до угідь Середівки і Миколаївки.
У 1781 році в селі були 2 будинки духовенства, 2 будинки церковників та 143 хати посполитих і підсусідків. 1787 року Петрівка з 612 дорослими чоловіками належала графу Кирилові Розумовському та військовому товаришу Василю Воробйовському.
Петрівчани збудували в 1838 році Петропавлівську церкву, а у 1847 році при ній було відкрито церковно-приходську школу.
У 1901 році в селі проживало 3123 особи.
У 1924 році молодь села на своїх землях заснувала село Запоріжжя на місці стану Загорож, який існував у Київській Русі з X століття для зміни коней княжих гінців.
12 червня 2020 року, відповідно до розпорядження Кабінету Міністрів України № 730-р «Про визначення адміністративних центрів та затвердження територій територіальних громад Чернігівської області», увійшло до складу Бобровицької міської громади.
19 липня 2020 року, в результаті адміністративно-територіальної реформи та ліквідації Бобровицького району, увійшло до складу Ніжинського району Чернігівської області.

## Політика

### Парламентські вибори, 2019
На позачергових парламентських виборах 2019 року у селі функціонувала окрема виборча дільниця № 740077, розташована у приміщенні будинку культури.
Результати
- зареєстрований 561 виборець, явка 64,35%, найбільше голосів віддано за «Слугу народу» — 46,18%, за Всеукраїнське об'єднання «Батьківщина» — 27,76%, за Радикальну партію Олега Ляшка — 6,23%[7]. В одномандатному окрузі найбільше голосів отримав Борис Приходько (самовисування) — 27,56%, за Сергія Коровченка (самовисування) — 19,60%, за Дмитра Пахомова (Слуга народу) — 18,47%[8].

## Особистості
- Близнюк Раїса Андріївна, голова Обухівської райради, заслужений лікар України, http://for-people.com.ua/ru/kievskaya-oblast/obukhiv/proobukhiv/27-personalii/126-bliznyuk-rajisa-andrijivna.html%5Bнедоступне+посилання+з+липня+2019%5D
- Данівський І. С. був учасником параду Перемоги на Червоній Площі в Москві 1945 року.
- Данькевич Іван Петрович, з 1992 року — голова виконкому Київської міськради,1995 року — заступник міністра Кабінету Міністрів України, депутат Київради багатьох скликань, http://src-h.slav.hokudai.ac.jp/ukrregions/data/151.htm%5Bнедоступне+посилання+з+липня+2019%5D
- Прудько Кіндрат Макарович, загинув під час російсько-турецької війни 1877—1878 року, служив у 125-му Курському піхотному полку, http://www.choim.org/wp-content/uploads/2017/01/Скарбниця-%E2%84%96-12.pdf
- Руденко Юхим Савич, загинув у серпні 1877 року під час російсько-турецької війни, служив у 18-му Костромському піхотному полку, http://www.choim.org/wp-content/uploads/2017/01/Скарбниця-%E2%84%96-12.pdf